# تیراندازی ۲۰۱۶ مونیخ

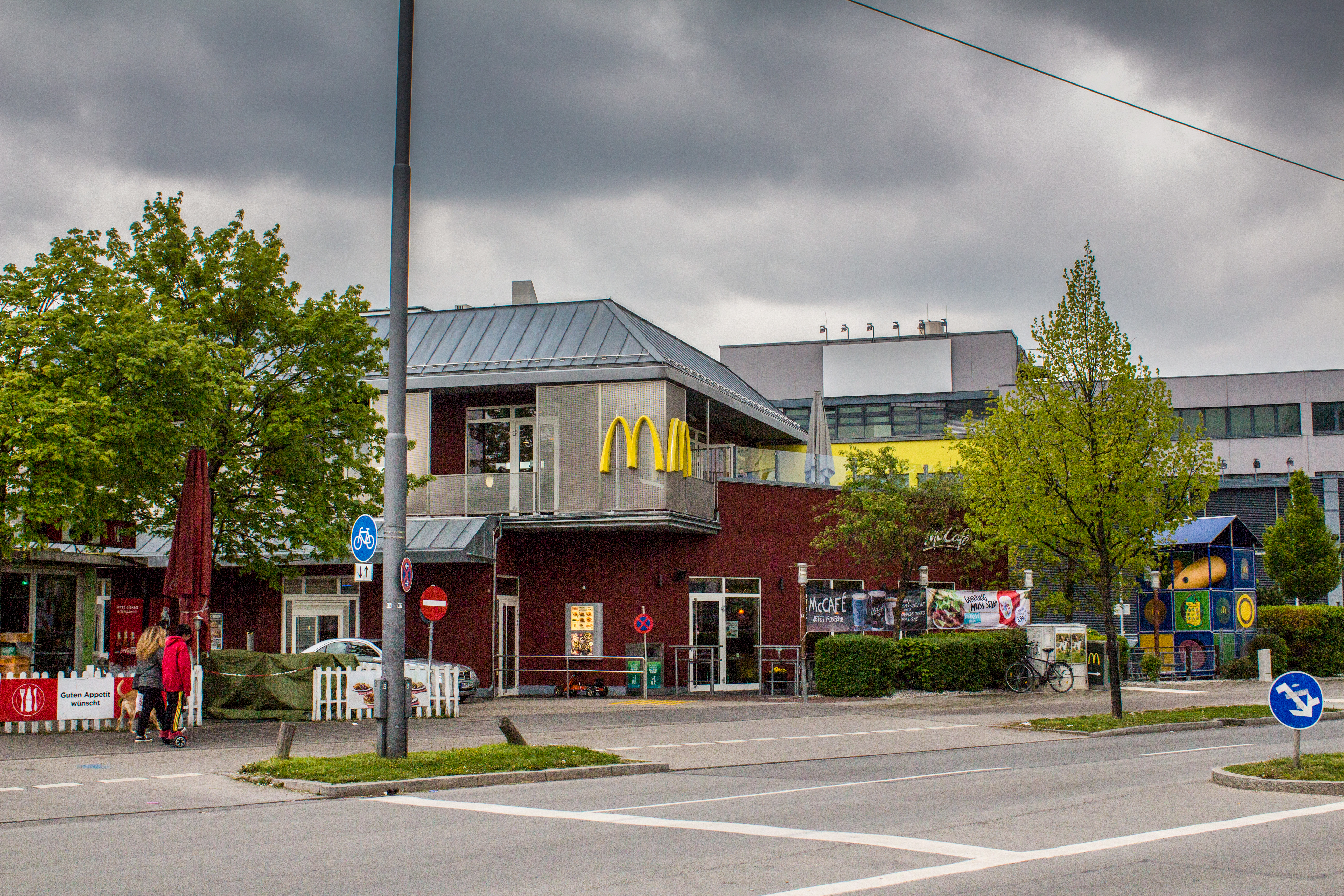
محل حادثه

در روز جمعه، ۲۲ ژوئیه ۲۰۱۶، در مرکز خرید المپیا در دهکدهٔ المپیک در شمال غرب شهر مونیخ آلمان، یک تیراندازی صورت گرفت که در اثر آن ۹ نفر کشته و بیش از ۳۵ نفز زخمی شدند. تیراندازی در رستوران مک‌دونالد در نزدیکی مرکز خرید آغاز شد. مسئولان عامل این واقعه را جوان ۱۸ ساله‌ای با تبار ایرانی و تبعیت آلمانی به نام علی داوود سنبلی معرفی کردند که پس از تیراندازی و گریختن از مرکز خرید، به گفته پلیس خودکشی کرد.

## عامل حمله
در ابتدا تعداد عاملان این حمله سه نفر اعلام شد اما ساعاتی بعد از حمله، رئیس پلیس مونیخ عامل حمله را یک آلمانی ایرانی‌تبار ۱۸ ساله معرفی کرد. رسانه‌های آلمانی اسم او را داوید سنبلی اعلام کردند (نام او تا ۱۸ سالگی علی بود و او نامش را عوض کرده بود).
جسد این فرد در یک کیلومتری مرکز خرید پیدا شد. پلیس گفت او هیچ ارتباطی با گروه داعش نداشته‌است. این مهاجم مسلح به پیستول نیمه خودکار از نوع گلاک با کالیبر ۹ میلی‌متر و بیش از ۳۰۰ فشنگ بوده‌است. گفته شده که وی با پروفایل جعلی فیسبوک و در حالی که خود را جای یک دختر جا زده بود، افرادی را به رستوران مک‌دونالد دعوت کرده بود. به گفته پلیس، وی هیچ سابقه جنایی نداشته اما پیشتر به علت افسردگی در یک مرکز روان‌پزشکی تحت درمان بوده‌است. این مهاجم در سال ۲۰۱۲ و ۲۰۱۰ قربانی حمله واقع شد و در یک مورد توسط سه جوان کتک خورد. در بازرسی که توسط پلیس مونیخ از اتاق این فرد صورت گرفته‌است بریده‌های روزنامه از جمله مقاله‌ای با عنوان «چرا دانش‌آموزان آدم می‌کشند؟» پیدا شده‌است.
به گفته مجله سیاسی اشپیگل، علی به عنوان یک طفل مهاجر در ایالت بایرن، از کودکی پیوسته مورد اذیت و آزار قرار گرفته و به دفعات درگیر زد و خوردهای بدنی بوده‌است. اینگونه مشکلات توأم با نژادپرستی در ایالت بایرن بسیار رایج هستند.
وی چون به گفته وزیر ایالتی بایرن جنون آریاگری داشت و در روز تولد آدولف هیتلر (بیست آوریل) به دنیا آمده بود احساسات ضد سامی و ضد ترک داشت.

## قربانیان
در این واقعه ۹ نفر کشته و ۳۵ نفر از جمله چندین کودک زخمی شدند.
- جمانات زبرگیا ۲۱ ساله اهل کوزوو
- دو دختر نوجوان اهل کوزوو

| کشور  | کشته | مجروح |
| ----- | ---- | ----- |
| کوزوو | ۳    |       |
| ترکیه | ۳    |       |
| آلمان | ۲    |       |
| یونان | ۱    |       |
| مجموع | ۹    | ۲۷    |

## مشاجره علی سنبلی با مرد مونیخی
ساعتی پس از این واقعه فیلمی در شبکه‌های اجتماعی پخش شد که درگیری لفظی علی سنبلی را، تقریباً یک ربع ساعت پس از تیراندازی در رستوران مک دونالد، ضمنی که روی پشت بام ساختمانی ایستاده با مردی با لهجه غلیظ مونیخی در همسایگی نشان می‌دهد. طی این مشاجره مرد آلمانی با رکیک‌ترین ناسزاها به علی سنبلی حمله می‌کند و علی از خود با کلماتی نسبتاً عادی دفاع می‌کند. علی می‌گوید من به خاطر انسان‌هایی چون شماها ۷ سال مورد آزار قرار گرفتم… حالا باید یک اسلحه بخرم و همه‌تان را بکشم… من آلمانی هستم… من در منطقه فقیرنشین بزرگ شده‌ام… من که کاری نکردم، پوزه ات را ببند. مرد آلمانی در بین گفتار علی ناسزاهای بسیار رکیک به زبان میاورد، از جمله «خارجی گه»، «مادر…»، «سرت را باید برید، سوراخ…» و چندین مورد دیگر که ذکر آن‌ها در این مقاله جایز نیست. ر ک به فیلم و متن مشاجره به آلمانی و انگلیسی.
مجله فوکوس دو روز بعد در دفاع از مرد مهاجر ستیز فحاش به نام «Thomas Salbey» (و اینجا) و بدون در نظر گرفتن عواقب احتمالاً خطرناک جری کردن مجرم، از قول یک کارشناس در مقاله‌ای میاورد: این بهترین روش بازداری جوان تیرانداز بود و او فریب خورده و درگیر مشاجره شد.

## وقایع بعد از حمله
پس از حمله در سرتاسر شهر مونیخ حالت فوق‌العاده اعلام شد و تک تیراندازهای پلیس در مناطق مختلف شهر مستقر شدند. در مراکز درمانی مونیخ حالت اضطراری اعلام شد و پزشکان و پرسنل درمانی به محل کار فرا خوانده شدند. پلیس از مردم درخواست کرد که برای جلوگیری از افشای محل استقرار نیروهای پلیس، از گذاشتن عکس و ویدئوهای زنده که محل نیروهای پلیس را نشان می‌دهد خودداری کنند.
پلیس مونیخ ضمن یاد کردن از تیراندازی با عنوان یک حمله تروریستی شدید از مردم خواسته در مکان‌های عمومی باقی نمانده و از اتوبان‌ها و بزرگراه‌های منتهی به شهر استفاده نکنند. مقامات مونیخ نیز از تاکسی‌ها خواستند جابجایی افراد را متوقف کنند.
پس از حادثه تیراندازی مونیخ، اتریش تدابیر امنیتی در مرزهای خود را تشدید کرد و کنسولگری آمریکا از شهروندان خود خواسته در شهر مونیخ در مراکز امن پناه بگیرند.

## دستگیر شدن فروشنده اسلحه
پلیس در میانه ماه اوت ۲۰۱۶ فروشنده ۳۱ ساله اسلحه مورد استفاده علی سنبلی را دستگیر کرد. سنبلی اسلحه مارک گلاک (آلمانی: گلوک Glock) را در دارک‌نت تهیه کرده بود. پلیس آگاهی از طریق استفاده از داده‌های یک مشتری غیرمجاز دیگر، با فروشنده وارد معامله شد و حین تحویل جنس در شهر ماربورگ، فروشنده و همدست او را که یک زن است، دستگیر کرد. این اسلحه اتریشی در کارخانه شعبه اسلواکی ساخته شده و از چندین دست گذشته تا در کانال‌های غیرمجاز معامله شود.

## واکنش‌ها
واکنش جهانی نسبت به وقوع حمله تروریستی در مونیخ آلمان.
- باراک اوباما با مردم آلمان ابراز همدردی کرده‌است.
- اولاند رئیس‌جمهور فرانسه با آنگلا مرکل، صدراعظم آلمان ابراز همدردی کرد.
- نخست‌وزیر یونان از شنیدن خبر حمله تروریستی در مونیخ شوکه شده و با مردم آلمان ابراز همدردی کرد.
- نخست‌وزیر این کشور نیز حمله مونیخ را حادثه‌ای وحشتناک توصیف کرد.
- صدراعظم اتریش نیز این حملات را محکوم و اعلام آمادگی برای کمک به آلمان برای بازگشت به حالت عادی شد.
- نخست‌وزیر اسپانیا نیز با خانواده‌های قربانیان ابراز همدردی کرد.
- وزارت خارجه جمهوری اسلامی ایران حادثه تروریستی در شهر مونیخ آلمان را محکوم کرد.
- هیلاری کلینتون در توییتی گفت: ما به شدت به دلیل تیراندازی‌ها در مونیخ غمگین هستیم قلب ما همراه قربانیان، خانواده‌هایشان و تمام مردم و کشور آلمان است.
- ترامپ نیز بعد به وقوع پیوستن این حمله گفت کی یادمی‌گیریم که اسم حملات تروریستی اسلام‌گرایی افراطی است.